# Peter Persidis
Peter Persidis (Vienna, 8 marzo 1947 – Vienna, 21 gennaio 2009) è stato un allenatore di calcio e calciatore austriaco, di ruolo difensore o centrocampista.

## Palmarès

### Giocatore

#### Competizioni nazionali
- Campionato greco: 3

Olymipakos: 1972-1973, 1973-1974, 1974-1975
- Coppa di Grecia: 3

Olympiakos: 1971, 1973, 1975
- Campionato austriaco: 1

Rapid Vienna: 1981-1982
- Coppa d'Austria: 1

Rapid Vienna: 1975-1976

#### Competizioni regionali
- Fußball-Regionalliga: 1

First Vienna: 1968-1969